# Gelasio Adamoli
Gelasio Adamoli (San Potito Ultra, 30 marzo 1907 – Genova, 30 luglio 1978) è stato un giornalista, politico e partigiano italiano.
Fu anche sindaco di Genova nei primi anni del dopoguerra.

## Biografia
Protagonista di rilievo di Genova e rappresentante carismatico del comunismo genovese, Gelasio Adamoli nacque il 30 marzo 1907 a San Potito Ultra (Avellino). Trascorsa l'infanzia e la prima giovinezza a Teramo, luogo di origine della sua famiglia, si iscrisse al Partito Comunista nel 1926 (il padre Vincenzo fu tra i fondatori della sezione teramana). Conseguita a Genova la laurea in economia e commercio si stabilì definitivamente nel capoluogo ligure, iniziando a lavorare presso la locale Cassa di Risparmio.
Partecipò al secondo conflitto mondiale con il grado di tenente di artiglieria, e dopo l'8 settembre iniziò una lunga attività clandestina insieme al fratello Altobrando, prima in Abruzzo, dove partecipò a Teramo alla battaglia di Bosco Martese, il primo scontro in campo aperto della Resistenza italiana ai tedeschi; quindi nel 1944 a Genova dove fu dapprima capo delle Squadre di Azione Patriottica (SAP) della città e in seguito comandante di brigata. Arrestato dalle SS nel dicembre del 1944 venne rinchiuso in prigione dove rimase fino al 1945.
Nel dopoguerra iniziò la sua brillante carriera politica: dopo la Liberazione era stato già nominato vicequestore di Genova per i meriti acquisiti nella lotta partigiana; diventò quindi membro della direzione provinciale del Partito Comunista, e nel 1948 venne eletto sindaco di Genova, rimanendo in carica fino al 1951. Come primo cittadino fu notevole il suo impegno per la ricostruzione della città. Particolare attenzione rivolse alla ricostruzione del Teatro Carlo Felice, un progetto che negli anni difficili del dopoguerra incontrò notevoli ostacoli, ma che comunque egli difese strenuamente anche dai banchi dell'opposizione. Nel 1951 collaborò attivamente all'edizione ligure de l'Unità della quale divenne direttore fino al 1957.
Nel 1958 iniziò la sua lunga esperienza in Parlamento: venne eletto deputato e nel 1963 senatore, per poi essere rieletto nelle legislature nel 1968 e nel 1972. Questi importanti impegni politici non allentarono il legame verso la sua città di adozione e fu presente per oltre un ventennio ai consigli comunali. L'ultimo incarico che ricoprì nel 1977 fu quello di sovraintendente del Teatro Comunale dell'Opera, una sorta di riconoscimento per la sua infruttuosa battaglia per la ricostruzione del Teatro Carlo Felice.
Alla sua morte, avvenuta a Genova il 30 luglio 1978, il Presidente della Repubblica Sandro Pertini ne sottolineò le doti umane e morali:
(Sandro Pertini)
La sua ricca biblioteca e il cospicuo carteggio sono stati donati dagli eredi al centro ligure di storia sociale.

## Scritti
- Genova non può attendere, impegno di verità e di lotta, a cura della Federazione genovese del Pci, Genova, Cooperativa poligrafici AG, 1960.
- I problemi delle attività marittime e della politica sindacale nei porti, Piombino, Marchi, 1960, estratto da "Politica ed Economia" anno IV, n.1, gennaio 1960.
- Lotta contro i monopoli per la rinascita dell'agricoltura, discorso pronunciato alla Camera dei deputati il 16 febbraio 1961, Roma, Tip. SETI, 1961.
- I monopoli nell'agricoltura, il centro ortofrutticolo di Rivalta Scrivia, discorso pronunciato al Senato della repubblica nella sefuta del 30 marzo 1965, Roma, Aziende tipografiche eredi dott. G. Bardi, 1965.
- La valutazione dei titoli dal punto di vista contabile e giuridico, Roma, Casa Editrice della Rivista Italiana di Ragioneria, 1939.
- Considerazioni sulla distinzione del capitale in principale e accessorio nelle imprese, Roma, Casa Editrice della Rivista Italiana di Ragioneria, 1939.